# Hit the Lights
Hit The Lights er et trash metal nummer skrevet af Metallica i 1982 og var i de tidlige år deres startnummer til koncerterne. Nummeret var det første Metallica skrev og handler om ruset ved at spille rock og metal og om hvordan de elsker at se deres fans gå amok.
Hit the lights blev udgivet på Kill 'em all (som første nummer på pladen) i 1983. Der har også været en tidligere udgave fra 1982 udgivet på den første Metal Massacre opsamlingsplade med forskellige bands og senere har bandets første demo "No Life 'Till Leather" været udgivet med dette nummer.
James Hetfield havde en del af sangen med fra sit tidligere band "Leather Charm" til Lars Ulrich hvor de så har viderudviklet sangen til den version der blev udgivet på Kill 'em all albummet fra 1983.
Selve musikken er hurtig speed metal/trash metal med hurtige guitarsoloer. Nummeret starter med en lang intro der fader langsomt ind hvorefter den egentlige sang går i gang.